# MANGAグランプリ
MANGAグランプリ（マンガグランプリ）は、『週刊ヤングジャンプ』で2013年まで行われていた漫画新人賞である。

## 概要
「新しい才能に日本一開かれた青年誌」を掲げ、漫画部門・GAG部門・プロネーム部門が設けられた月例漫画賞である。通称「MANグラ（マングラ）」。
選考は本誌連載作家1名とヤングジャンプ編集長・編集部員によって行われ、優秀賞以上と月間ベスト賞は本誌・増刊・WEB YOUNG JUMPに掲載されることになっている。
第144回まで行われ、2013年に「シンマン賞」と名称を改めてリニューアルされている。

## 賞金
漫画部門
グランプリ：100万円
準グランプリ：75万円
優秀賞：50万円
準優秀賞：35万円
奨励賞：20万円
期待賞：10万円
作品内容によって以下の各賞が加えられる。
加算賞
月間ベスト賞：10万円・審査員特別賞：10万円・初投稿賞：3万円
特別賞
キャラクター賞：5万円・画力賞：5万円・独創賞：5万円
月間ベスト賞は毎月必ず選出されており、その中から年間グランプリとして最も優れた作家を選出した上で、新たな作品創りのための海外取材をサポートしている。
GAG部門
グランプリ：50万円
準グランプリ：30万円
特別期待賞：10万円
プロネーム部門
グランプリ：50万円
準グランプリ：30万円
グランプリ・準グランプリ受賞者は本誌専属契約料として、それぞれ10万円・4万円の奨学金を一年間受け取ることが出来る。

## 月間ベスト賞[3]
| 応募回        | タイトル                           | 作者名             | 出身地   | 年齢 | 賞                                             | 審査員       |
| ------------- | ---------------------------------- | ------------------ | -------- | ---- | ---------------------------------------------- | ------------ |
| 第1回7月期    | 男爵の夢                           | 大田黒隆夫         | 東京都   | 29   | 入選＋月間ベスト賞                             | 本宮ひろ志   |
| 第2回8月期    | LOVE&PEACE                         | わごむ             | 東京都   | ∞    | 佳作＋月間ベスト賞                             | 猿渡哲也     |
| 第3回9月期    | 呪いの携帯人形21                   | 吉沢良支           | 神奈川県 | 24   | 奨励賞＋月間ベスト賞                           | 高橋陽一     |
| 第4回10月期   | エレベーターガールズ               | 吉沢良支           | 神奈川県 | 24   | 奨励賞＋月間ベスト賞                           | 野部利雄     |
| 第5回11月期   | ツキノマホウ                       | 神崎裕也           | 東京都   | 25   | 佳作＋月間ベスト賞                             | 井上紀良     |
| 第6回12月期   | SWIMMER                            | 海野みみ子         | 埼玉県   | 20   | 奨励賞＋月間ベスト賞                           | 荻野真       |
| 第7回1月期    | OUT OF THE HOLE                    | 青木雅彦           | 東京都   | 22   | 奨励賞＋月間ベスト賞                           | きたがわ翔   |
| 第8回2月期    | 毒殺料理人コウ                     | 高鳥シンゴ         | 東京都   | 27   | 準入選＋月間ベスト賞                           | 仙道ますみ   |
| 第9回3月期    | PROTECT                            | 藤川暁舟           | 東京都   | 21   | 佳作＋月間ベスト賞                             | 山花典之     |
| 第10回4月期   | Fly Me To...                       | 久雅まさ也         | 東京都   | 28   | 奨励賞＋月間ベスト賞                           | 奥浩哉       |
| 第11回5月期   | 風魔風来伝                         | 夏海真二           | 東京都   | 32   | 奨励賞＋月間ベスト賞                           | 東條仁       |
| 第12回6月期   | たとえばもみじ                     | HIROTO             | 東京都   | 22   | 準入選＋月間ベスト賞                           | 江川達也     |
| 第13回7月期   | オルタネイト・ジーザス             | 浅田有皆           | 東京都   | 31   | 佳作＋月間ベスト賞                             |              |
| 第14回8月期   | 桜、散り。                         | 寺上太句郎         | 大阪府   | 21   | 佳作＋月間ベスト賞                             |              |
| 第15回9月期   | Love Real Doll                     | 夕月揮夜           | 東京都   | 22   | 奨励賞＋月間ベスト賞                           |              |
| 第16回10月期  | サナエサイコロ                     | 浅井コヲ           | 大阪府   | 27   | 佳作＋月間ベスト賞                             | 野部利雄     |
| 第17回11月期  | Night Player -ブラックジャック編-  | 藤斗健一           | 佐賀県   | 28   | 奨励賞＋月間ベスト賞                           |              |
| 第18回12月期  | キラキラ                           | 山本隆之           | 大阪府   | 21   | 奨励賞＋月間ベスト賞                           | 髙橋ツトム   |
| 第19回1月期   | 写楽                               | 藤井義也           | 東京都   | 25   | 佳作＋月間ベスト賞                             |              |
| 第20回2月期   | The Doll                           | 花岡暁生           | 東京都   | 24   | 準入選＋月間ベスト賞                           | 仙道ますみ   |
| 第21回3月期   | MOTHER GOOSE                       | 夏目               | 福岡県   | 21   | 奨励賞＋月間ベスト賞                           |              |
| 第22回4月期   | 猿狩り男女                         | 花岡暁生           | 東京都   | 24   | 佳作＋月間ベスト賞                             | 奥浩哉       |
| 第23回5月期   | 若宮少年探偵団～ボッカンの穴の巻～ | 藤堂裕             | 東京都   | 23   | 佳作＋月間ベスト賞                             |              |
| 第24回6月期   | 超居酒屋山嵐組                     | 楠本篤史           | 埼玉県   | 24   | 佳作＋月間ベスト賞                             | 高橋幸慈     |
| 第25回7月期   | 裏ポスト                           | 中道枝里子         | 東京都   | 26   | 佳作＋月間ベスト賞                             |              |
| 第26回8月期   | モンキー・モンキー                 | 奥嶋ひろまさ       | 東京都   | 21   | 佳作＋月間ベスト賞                             | 猿渡哲也     |
| 第27回9月期   | FLY                                | 田中晋哉           | 東京都   | 22   | 佳作＋月間ベスト賞                             |              |
| 第28回10月期  | ごめんなさい                       | 笹尾高宏           | 東京都   | 25   | 奨励賞＋月間ベスト賞                           |              |
| 第29回11月期  | 世界だ頑！                         | 大森倖三           | 東京都   | 32   | 奨励賞＋月間ベスト賞                           |              |
| 第30回12月期  | オレの友達は赤いヤツ               | 橘賢一             | 埼玉県   | 25   | 佳作＋月間ベスト賞                             | 髙橋ツトム   |
| 第31回1月期   | X-RAVE                             | 中田芳豪           | 埼玉県   | 27   | 奨励賞＋月間ベスト賞                           |              |
| 第32回2月期   | おならっぱ                         | 快晴ノラ僕         | 東京都   | 25   | 奨励賞＋月間ベスト賞＋期待賞                   | 中野純子     |
| 第33回3月期   | 純子                               | 長谷川和之         | 宮城県   | 30   | 佳作＋月間ベスト賞                             |              |
| 第34回4月期   | インテンション～意思～             | 手塚真幸           | 新潟県   | 19   | 奨励賞＋月間ベスト賞＋期待賞                   | 奥浩哉       |
| 第35回5月期   | 組長トライ                         | 新田秀樹           | 東京都   | 25   | 奨励賞＋月間ベスト賞                           | 東條仁       |
| 第36回6月期   | 魔の山                             | 中里宣             | 千葉県   | 31   | 佳作＋月間ベスト賞＋期待賞                     | 漫☆画太郎    |
| 第40回10月期  | 奇々怪々!!!屍ちゃん                | 安倍健一朗         |          |      | 奨励賞＋月間ベスト賞＋期待賞＋初投稿賞         |              |
| 第42回12月期  | 魂と黎明                           | 於野江一生         |          |      | 佳作＋月間ベスト賞                             |              |
| 第48回6月期   | 刺青龍門                           | 中村珍             |          |      | 佳作＋月間ベスト賞＋期待賞＋初投稿賞           |              |
| 第65回11月期  | ってかアイツいつも一人。           | 巴亮介             | 神奈川県 | 22   | 奨励賞＋月間ベスト賞＋初投稿賞                 | 桂正和       |
| 第66回12月期  | 爆発人間                           | 松居優             | 富山県   | 22   | 奨励賞＋月間ベスト賞                           | 髙橋ツトム   |
| 第67回1月期   | endless world                      | 菅野総一           | 東京都   | 28   | 奨励賞＋月間ベスト賞＋独創賞                   | ふなつ一輝   |
| 第68回2月期   | 最終処分場アンネ                   | 岡遼子             | 宮城県   | 24   | 奨励賞＋月間ベスト賞                           | 桜木雪弥     |
| 第69回3月期   | あいす                             | 榎屋克優           | 京都府   | 19   | 準GP＋月間ベスト賞                             | 井上紀良     |
| 第70回4月期   | 夕原中ダイエモンズ                 | 岡遼子             | 宮城県   | 22   | 期待賞＋月間ベスト賞＋審査員特別賞             | 奥浩哉       |
| 第71回5月期   | CHAOS―カオス―                      | 野口友梨子         | 京都府   | 17   | 準GP＋月間ベスト賞＋画力賞＋独創賞＋初投稿賞   | 東條仁       |
| 第72回6月期   | デリバリーシンデレラ               | NON                | 千葉県   | 20   | 準優秀賞＋月間ベスト賞＋キャラクター賞         | 梅澤春人     |
| 第73回7月期   | 戦国サマーソニック                 | 井出圭亮           | 東京都   | 24   | 準優秀賞＋月間ベスト賞＋キャラクター賞         | 森田まさのり |
| 第74回8月期   | 幻影図書館へようこそ               | 内海まどか         | 沖縄県   | 27   | 奨励賞＋月間ベスト＋賞画力賞＋初投稿賞         | 猿渡哲也     |
| 第75回9月期   | トマリズム                         | 佐伯マスオ         | 神奈川県 | 27   | 奨励賞＋月間ベスト賞＋審査員特別賞＋初投稿賞   | 荻野真       |
| 第76回10月期  | 牛ガール♥ミルコ                    | 千野桜子           | 大阪府   | 21   | 奨励賞＋月間ベスト賞                           | 野部利雄     |
| 第77回11月期  | 森の番人                           | 大島聡             | 東京都   | 23   | 奨励賞＋月間ベスト賞＋独創賞＋初投稿賞         | 桂正和       |
| 第78回12月期  | Joker                              | 沖原成人           | 広島県   | 25   | 期待賞＋月間ベスト賞＋審査員特別賞             | 髙橋ツトム   |
| 第79回1月期   | パラノイア・トラップ               | 高久修一           | 神奈川県 | 30   | 期待賞＋月間ベスト賞＋キャラクター賞           | ふなつ一輝   |
| 第80回2月期   | マナの幻影図書館-僕の嫌いな女-     | 竜田昴戻           | 沖縄県   | 27   | 奨励賞＋月間ベスト賞                           | 桜木雪弥     |
| 第81回3月期   | FOOLISHOW                          | 高木政幸           | 京都府   | 24   | 奨励賞＋月間ベスト賞＋初投稿賞                 | 藤沢とおる   |
| 第82回4月期   | 領域の守護神（ガーディアン）       | 松原利光           | 東京都   | 21   | 奨励賞＋月間ベスト賞＋審査員特別賞             | 奥浩哉       |
| 第83回5月期   | ヤナガオート                       | 梅澤功二朗         | 千葉県   | 25   | 準優秀賞＋月間ベスト賞＋キャラクター賞         | 柴田ヨクサル |
| 第84回6月期   | アフター                           | 堀野千佳子         | 神奈川県 | 19   | 奨励賞＋月間ベスト賞＋初投稿賞                 | 梅澤春人     |
| 第85回7月期   | 乙女のホゾシタ                     | マドカマチコ       | 東京都   | 29   | 準優秀賞＋月間ベスト賞＋審査員特別賞＋初投稿賞 | 森田まさのり |
| 第86回8月期   | ジャスティスマン                   | 井口亮太           | 東京都   | 20   | 奨励賞＋月間ベスト賞                           | 甲斐谷忍     |
| 第87回9月期   | 夢のはじまり                       | 港崎和             | 東京都   | 33   | 奨励賞＋月間ベスト賞＋初投稿賞                 | 荻野真       |
| 第88回10月期  | タブチ!!                           | 石井謙介           | 福岡県   | 21   | 期待賞＋月間ベスト賞＋審査員特別賞＋初投稿賞   | 猿渡哲也     |
| 第89回11月期  | まっすぐ!!                         | 大前貴史           | 東京都   | 27   | 優秀賞＋月間ベスト賞                           | 佐木飛朗斗   |
| 第90回12月期  | closet                             | 世古隆行           | 大阪府   | 36   | 準優秀賞＋月間ベスト賞＋画力賞＋初投稿賞       | 桂正和       |
| 第91回1月期   | バレット                           | 与那嶺公志         | 沖縄県   | 20   | 優秀賞＋月間ベスト賞＋審査員特別賞＋初投稿賞   | 髙橋ツトム   |
| 第92回2月期   | ダブルピース                       | 石井謙介           | 福岡県   | 22   | 奨励賞＋月間ベスト賞＋キャラクター賞           | PEACH-PIT    |
| 第93回3月期   | ボウフリ先生とワタシ               | 仲津興             | 神奈川県 | 25   | 優秀賞＋月間ベスト賞＋初投稿賞                 | ふなつ一輝   |
| 第94回4月期   | 紙魚の人                           | 結月さくら         | 東京都   | 17   | 期待賞＋月間ベスト賞＋審査員特別賞＋画力賞     | 桜木雪弥     |
| 第95回5月期   | Operation Lady                     | 澤井嵩             | 東京都   | 23   | 準優秀賞＋月間ベスト賞                         | 奥浩哉       |
| 第96回6月期   | 笑ゥ葬儀屋                         | 福田嗣朗           | 東京都   | 29   | 準優秀賞＋月間ベスト賞                         | 柴田ヨクサル |
| 第97回7月期   | 光の当たる場所                     | 原山久志           | 東京都   | 27   | 期待賞＋月間ベスト賞＋初投稿賞                 | 梅澤春人     |
| 第98回8月期   | 紺青のドグマ                       | 加藤大貴           | 京都府   | 20   | 奨励賞＋月間ベスト賞＋審査員特別賞＋独創賞     | 森田まさのり |
| 第99回9月期   | へんげきぶっ                       | 小池理恵           | 新潟県   | 21   | 期待賞＋月間ベスト賞＋初投稿賞                 | 甲斐谷忍     |
| 第100回10月期 | ハイタイム                         | 箱石達             | 東京都   | 21   | 優秀賞＋月間ベスト賞＋初投稿賞                 | 原泰久       |
| 第101回11月期 | あをよひ                           | せなななせ         | 京都府   | 25   | 奨励賞＋月間ベスト賞＋画力賞                   | 猿渡哲也     |
| 第102回12月期 | 吉村君の思い出                     | 与那嶺公志         | 東京都   | 25   | 奨励賞＋月間ベスト賞＋独創賞                   | 迫稔雄       |
| 第103回1月期  | ガチ恋                             | 飛世遼太           | 北海道   | 20   | 準優秀賞＋月間ベスト賞                         | 桂正和       |
| 第104回2月期  | 死ぬ気の心                         | 佐藤卓哉           | 宮城県   | 27   | 奨励賞＋月間ベスト賞＋初投稿賞                 | 髙橋ツトム   |
| 第105回3月期  | 行ったり来たり                     | 前田裕二           | 静岡県   | 27   | 奨励賞＋月間ベスト賞                           | PEACH-PIT    |
| 第106回4月期  | 排除屋-ELIMINATOR-                 | 澤井タカシ         | 埼玉県   | 23   | 準優秀賞＋月間ベスト賞＋画力賞                 | ふなつ一輝   |
| 第107回5月期  | 未来探偵                           | 加藤大貴           | 東京都   | 21   | 準優秀賞＋月間ベスト賞                         | 奥浩哉       |
| 第108回6月期  | チェリー                           | 木南真樹           | 埼玉県   | 27   | 奨励賞＋月間ベスト賞＋初投稿賞                 | 柴田ヨクサル |
| 第109回7月期  | パチパチ                           | 前田裕二           | 静岡県   | 27   | 期待賞＋月間ベスト賞                           | 梅澤春人     |
| 第110回8月期  | トモダチライン                     | 井上知之           | 東京都   | 24   | 準優秀賞＋月間ベスト賞＋審査員特別賞           | 森田まさのり |
| 第111回9月期  | DEADMAN                            | 榊原健二           | 茨城県   | 26   | 奨励賞＋月間ベスト賞＋初投稿賞                 | 岡本倫       |
| 第112回10月期 | デスパーティー                     | 神田哲也           | 東京都   | 30   | 奨励賞＋月間ベスト賞＋審査員特別賞＋初投稿賞   | 原泰久       |
| 第113回11月期 | 助演男優賞                         | 玉木ヴァネッサ千尋 | 神奈川県 | 26   | 優秀賞＋月間ベスト賞                           | 猿渡哲也     |
| 第114回12月期 | 廃墟の人                           | 近藤敦之           | 福岡県   | 20   | 期待賞＋月間ベスト賞＋初投稿賞                 | 迫稔雄       |
| 第115回1月期  | ホワイトチョコレート               | 高橋優             | 宮崎県   | 19   | 奨励賞＋月間ベスト賞＋初投稿賞                 | 坂本眞一     |
| 第116回2月期  | 職業探検隊ハローワークス           | 笠原真樹           | 埼玉県   | 27   | 準優秀賞＋月間ベスト賞                         | 髙橋ツトム   |
| 第117回3月期  | REVERSE THE REBIRTH                | 眞蔵修平           | 兵庫県   | 23   | 奨励賞＋月間ベスト賞＋審査員特別賞＋初投稿賞   | 甲斐谷忍     |
| 第118回4月期  | カプセル                           | 佐藤翔             | 東京都   | 22   | 準優秀賞＋月間ベスト賞＋初投稿賞               | ふなつ一輝   |
| 第119回5月期  | She send to…                       | 畑優以             | 東京都   | 24   | 奨励賞＋月間ベスト賞＋画力賞                   | 奥浩哉       |
| 第120回6月期  | いふものがたり                     | 飛世遼太           | 北海道   | 20   | 準優秀賞＋月間ベスト賞＋審査員特別賞＋独創賞   | 柴田ヨクサル |
| 第121回7月期  | ウエスタンラプソディ               | イイヅカケイタ     | 東京都   | 25   | 奨励賞＋月間ベスト賞＋初投稿賞                 | 梅澤春人     |
| 第122回8月期  | AKAWASHI                           | 山田俊明           | 埼玉県   | 32   | 奨励賞＋月間ベスト賞＋画力賞                   | 坂本眞一     |
| 第123回9月期  | バンクモン！                       | 森石真代           | 岡山県   | 23   | 奨励賞＋月間ベスト賞                           | 猿渡哲也     |
| 第124回10月期 | 豆電球                             | 翠尾犬太郎         | 静岡県   | 28   | 準優秀賞＋月間ベスト賞                         | 原泰久       |
| 第125回11月期 | 魑魅魍魎少女ヒミコ                 | 黒谷宗史           | 埼玉県   | 23   | 準優秀賞＋月間ベスト賞＋初投稿賞               | 中山敦支     |
| 第126回12月期 | 黄昏すぴりっと                     | 飛世遼太           | 北海道   | 21   | 準優秀賞＋月間ベスト賞＋審査員特別賞           | 岡本倫       |
| 第127回1月期  | THE NAKED KING ～はだかの王様～    | 吉本祐樹           | 岡山県   | 27   | 期待賞＋月間ベスト賞                           | 迫稔雄       |
| 第128回2月期  | ギリギリねごしえいしょん           | ももちはるちか     | 東京都   | 22   | 奨励賞＋月間ベスト賞＋初投稿賞                 | 甲斐谷忍     |
| 第129回3月期  | 俺ロック                           | 今野涼             | 東京都   | 24   | 準優秀賞＋月間ベスト賞＋画力賞＋初投稿賞       | 髙橋ツトム   |
| 第130回4月期  | マンイーター                       | 北本愛晃           | 東京都   | 21   | 奨励賞＋月間ベスト賞＋審査員特別賞＋初投稿賞   | ふなつ一輝   |
| 第131回5月期  | ちゅうにっ!!                       | 佐藤翔             | 東京都   | 23   | 準優秀賞＋月間ベスト賞                         | 奥浩哉       |
| 第132回6月期  | ゴーストシスターズ                 | 高敷徳             | 東京都   | 25   | 準優秀賞＋月間ベスト賞                         | 柴田ヨクサル |
| 第133回7月期  | ときのもり                         | イイヅカケイタ     | 東京都   | 26   | 優秀賞＋月間ベスト賞＋画力賞                   | 梅澤春人     |
| 第134回8月期  | ラストサマー・スーパーバント       | 奥平修史           | 東京都   | 26   | 期待賞＋月間ベスト賞＋初投稿賞                 | 坂本眞一     |

## その他の受賞作家
- 上原友希（第10回奨励賞「OVER NIGHT」）
- 牧岡秀彰（第22回佳作「エノシマ！」）
- 原泰久（第23回奨励賞「覇と仙」）
- 稲葉みのり（第27回奨励賞「青の季節」、第33回奨励賞「はす向かい」、第35回奨励賞「LINK」）
- 林佑樹（第35回奨励賞「俺たちの詩」、第38回佳作「マシンガン少女」）
- 大武政夫（第36回奨励賞「ファインダーの向こう」）
- 迫稔雄（第48回佳作「嘘喰い」）
- 高田桂（第48回佳作「銀輪の海」）
- 村岡優（第54回準優秀賞「キモヲタ」）
- 大瀧晶（第88回画力賞「鋼鉄の茨姫」）
- Carolin Eckhardt（第97回期待賞「50 Ost」）
- 石田スイ（第113回準優秀賞「東京喰種」）

## 年間グランプリ[4]
| 2002年度 | 男爵の夢             | 太田黒隆夫       |
| 2003年度 | The Doll             | 花岡暁生         |
| 2004年度 | モンキー・モンキー   | 奥嶋ひろまさ     |
| 2006年度 | FUNNY JUMPER         | 河合孝典         |
| 2007年度 | CHAOS―カオス―        | 野口友梨子       |
| 2008年度 | ヤナガオート         | 梅澤功二朗       |
| 2009年度 | ボウフリ先生とワタシ | 仲津興           |
| 2010年度 | ハイタイム           | 箱石達           |
| 2011年度 | 助演男優賞           | 玉木バネッサ千尋 |